# Bracon ecrocafus
Bracon ecrocafus es una especie de insecto del género Bracon de la familia Braconidae del orden Hymenoptera.

## Historia
Fue descrita científicamente por primera vez por Schnee.